# Lowie Vermeersch
Lowie Vermeersch (Kortrijk, 9 mei 1974) is een Belgische ontwerper. Hij was geruime tijd hoofdontwerper bij Pininfarina.

## Levensloop
Lowie Vermeersch groeide op in Meulebeke. Hij is de kleinzoon van de Vlaamse beeldhouwer José Vermeersch en zoon van beeldend kunstenaar Rik Vermeersch. Hij studeerde Industrieel Ontwerpen (IO) aan de Technische Universiteit Delft. Na zijn studie volgde hij stage bij de Pininfarina-studio's te Turijn. Hij maakte deel uit van het ontwerpteam met als producties: in 2004 de stadswagen Nido, de Birdcage 75, de Pininfarina Sintesi en de Ferrari California. Vanaf 2007 leidde hij bij Pininfarina een team van 100 ontwerpers en computertechnici, modellenbouwers en ingenieurs. Vermeersch was sterk betrokken bij het ontwerp van een elektrische auto, de Pininfarina Bluecar, in samenwerking met Bolloré. Hij begeleidde ook het ontwerp van de concept car Duettottanta, die Pininfarina voor Alfa Romeo ontwierp. Het designproces van deze wagen was het onderwerp van een aflevering van Vormgevers, een reeks op Canvas.
Op 11 januari 2011 maakte hij bekend dat hij Pininfarina verlaat. Hij startte een eigen designbureau "Granstudio". In mei 2011 werd hij aangeduid als nieuwe voorzitter van de Stichting Interieur en als curator van de designbiënnale Interieur 2012 te Kortrijk.
- Gemeinsame Normdatei: 141891300
- International Standard Name Identifier: 0000 0000 8776 138X
- RKD-Nederlands Instituut voor Kunstgeschiedenis: 233150
- Virtual International Authority File: 127429780
- WorldCat: E39PBJkHrtRqDTDKydbbCq9Rrq